# لوئیجی ریوا
لویجی ریوا (به ایتالیایی: Luigi Riva) (۷ نوامبر ۱۹۴۴ – ۲۲ ژانویهٔ ۲۰۲۴) بازیکن فوتبال اهل ایتالیا بود که در پست مهاجم بازی می‌کرد.

## تیم ملی
از سال ۱۹۶۵ میلادی عضو تیم ملی فوتبال ایتالیا بوده و در ۴۲ بازی ملی حضور داشته‌است. او در بازی‌های ملی‌اش ۳۵ گل به ثمر رساند.
او با ایتالیا در خانه فاتح جام ملتهای اروپا ۱۹۶۸ شد. در فینال این رقابت ها یک گل به یوگسلاوی زد.
لویجی ریوا آخرین بازی ملی خود را در سال ۱۹۷۴ میلادی انجام داد. او همچنین برترین گلزن تاریخ تیم ملی فوتبال ایتالیا است.
| ایتالیا | ایتالیا | ایتالیا |
| سال     | بازی    | گل      |
| ------- | ------- | ------- |
| ۱۹۶۵    | ۱       | ۰       |
| ۱۹۶۶    | ۱       | ۰       |
| ۱۹۶۷    | ۴       | ۶       |
| ۱۹۶۸    | ۲       | ۲       |
| ۱۹۶۹    | ۶       | ۸       |
| ۱۹۷۰    | ۱۰      | ۶       |
| ۱۹۷۱    | ۳       | ۲       |
| ۱۹۷۲    | ۶       | ۴       |
| ۱۹۷۳    | ۷       | ۷       |
| ۱۹۷۴    | ۲       | ۰       |
| مجموع   | ۴۲      | ۳۵      |